# Visquarder Kirche

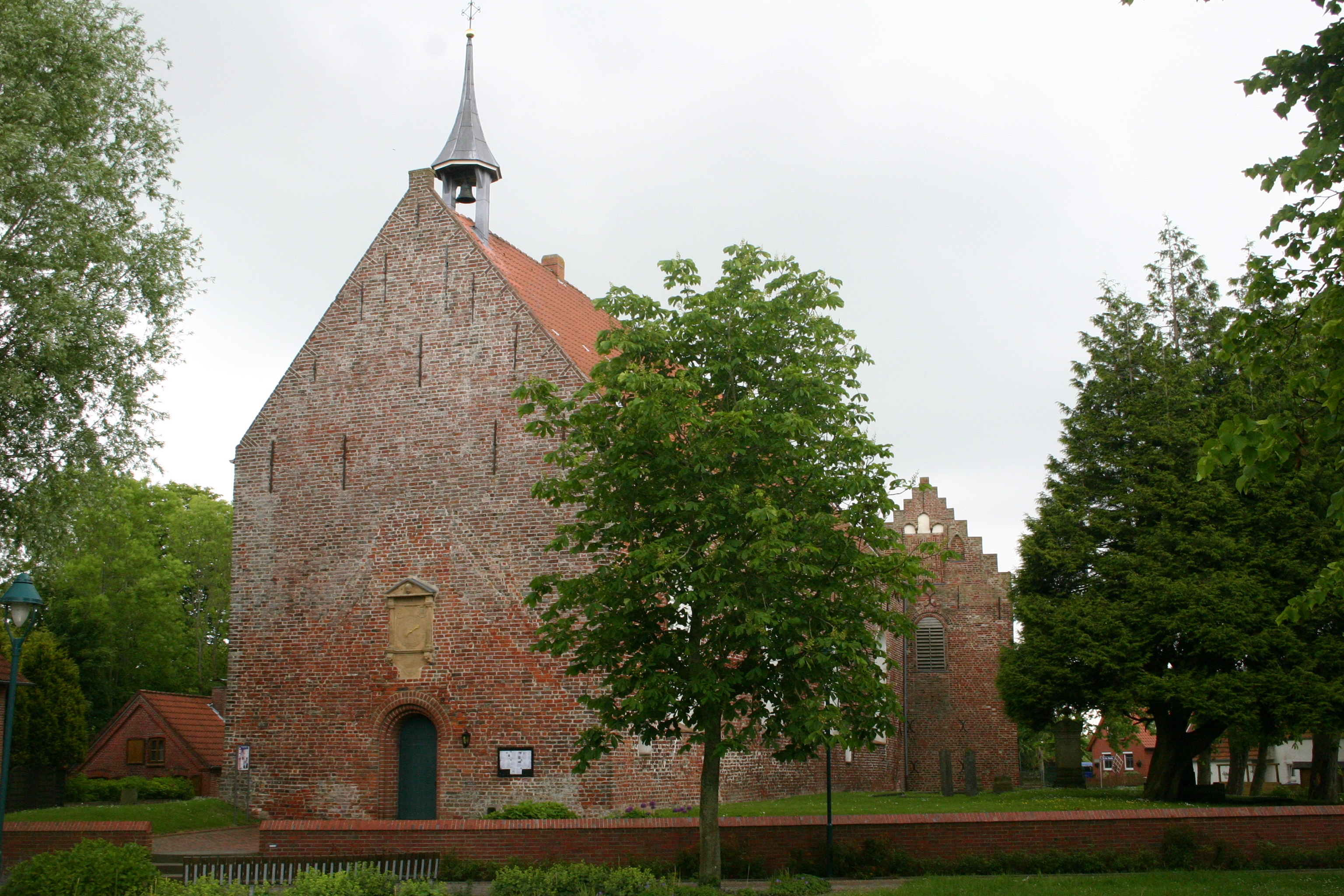
Westgiebel mit Sandsteinuhr; hinten der Turm

Die evangelisch-reformierte Visquarder Kirche steht im ostfriesischen Ort Visquard, in der Krummhörn. Eine Besonderheit der Kirche ist das in Stein gemauerte gräfliche ostfriesische und schwedische Wappen, das für die Verbrüderung der beiden Häuser steht.

## Geschichte und Baubeschreibung

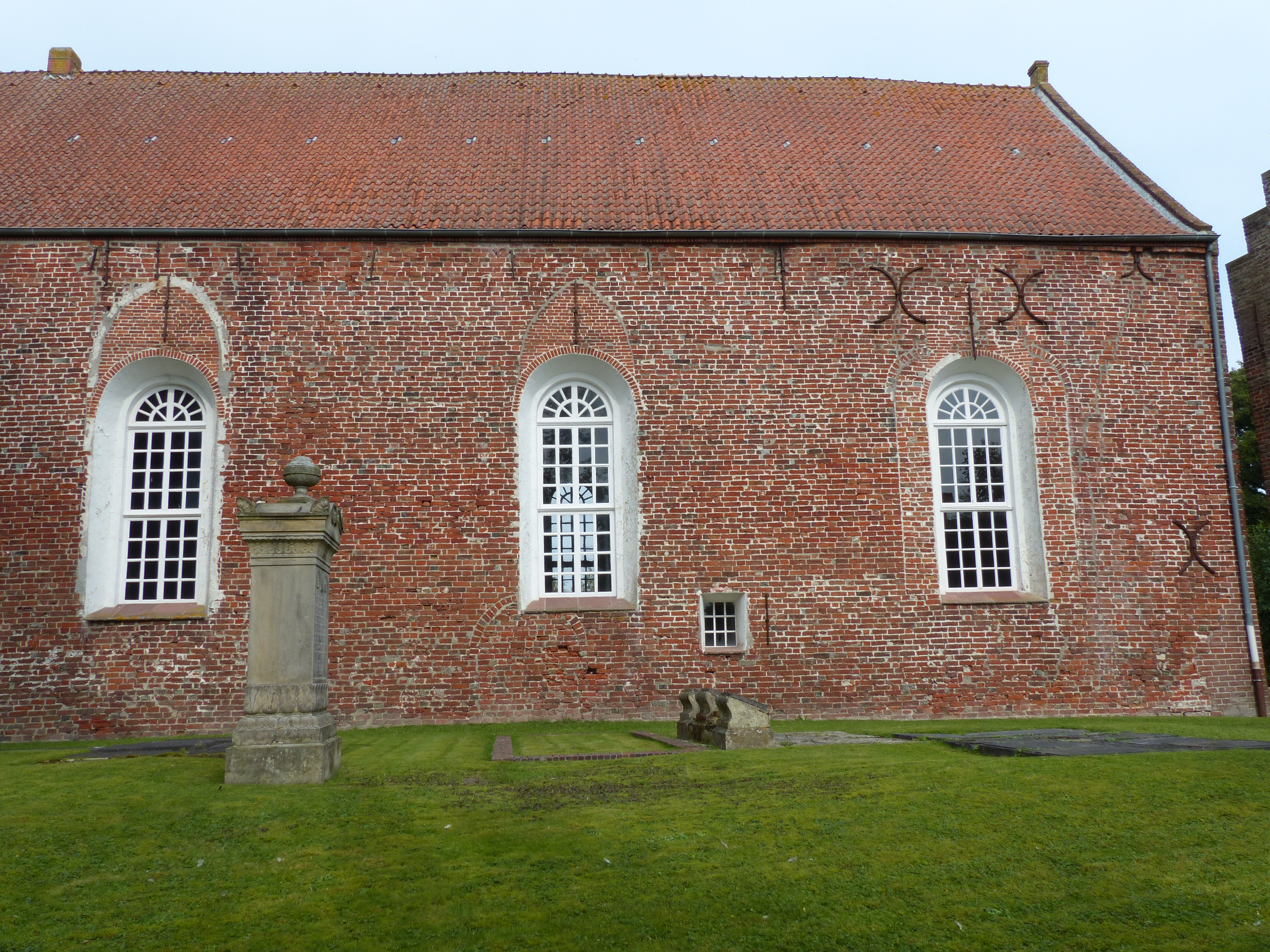
Südseite mit Spuren eines Rundbogenportals und zweier Generationen von Spitzbogenfenstern

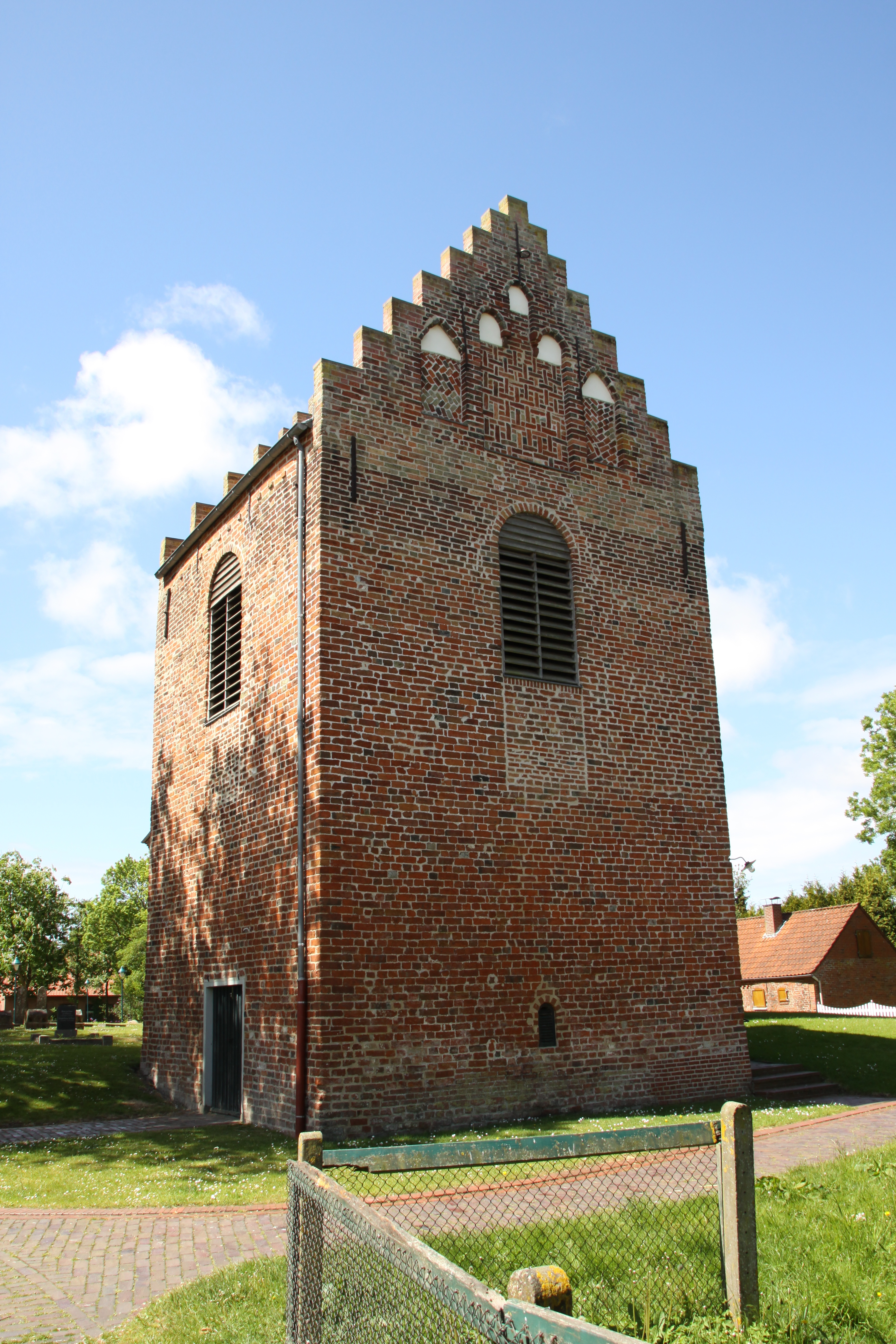
Der Glockenturm

Das Warftendorf Visquard wurde im 8. Jahrhundert als Fischerort am Rande der Sielmönker Bucht angelegt. In den Jahren zwischen 1250 und 1275 errichteten die Bewohner die heutige Kirche als Rechteck-Einraum aus Backsteinen und weihten sie der Heiligen Margaretha. In den Längswänden finden sich Spuren rundbogiger, also eher romanischer Portale und spitzbogiger, also eher (früh-)gotischer Fenster.
Nach der Reformation wurde die Kirche umfassend umgebaut. Vom ursprünglich vorhandenen Lettner zwischen Chorraum und Kirchenschiff blieben die Balken erhalten, auf denen später eine Empore mit einer Orgel eingezogen wurde. Die beiden alten Portale an der Süd- und der Nordseite wurden vermauert und 1598 durch ein Westportal ersetzt, das seither als Eingang zur Kirche dient. Während das nachträglich in die Südwand eingebrochene Hagioskop offen ist, wurde das gegenüberliegende irgendwann bündig zugemauert. Zu Zeiten seiner Erbauung hatte der Sakralbau vier Gewölbe. Diese drohten durch Deichveränderungen und ein Absinken des Grundwasserspiegels am Ende des 18. Jahrhunderts einzustürzen und wurden durch eine Holztonnendecke ersetzt. Nur das Chorjoch blieb erhalten. Es ist von einem achtteiligen Gewölbe überspannt, die unterlegten Wulstrippen laufen in einem Stern zusammen. Im Schlussstein befindet sich eine Christusdarstellung. Ursprünglich hatte der Chor im Norden, Osten und Süden je ein Paar gekoppelter Rundbogenfenster. Heute befindet sich im Osten eine Gruppe von drei Spitzbogenfenstern, während die vermauerten Fenster entlang der gesamten Südseite von großen neuen rundbogigen Fenstern überschnitten werden.
Der freistehende Glockenturm des geschlossenen Typs neben der Kirche wurde vermutlich um 1300 erbaut. Die Giebeldreiecke sind mit Spitzbogenblenden mit gemusterten Hintergründen verziert. Die nördliche Schallöffnung hat einen Parabelbogen. Die Glocken wurden in den Jahren 1798 und 1958 gegossen.

## Ausstattung

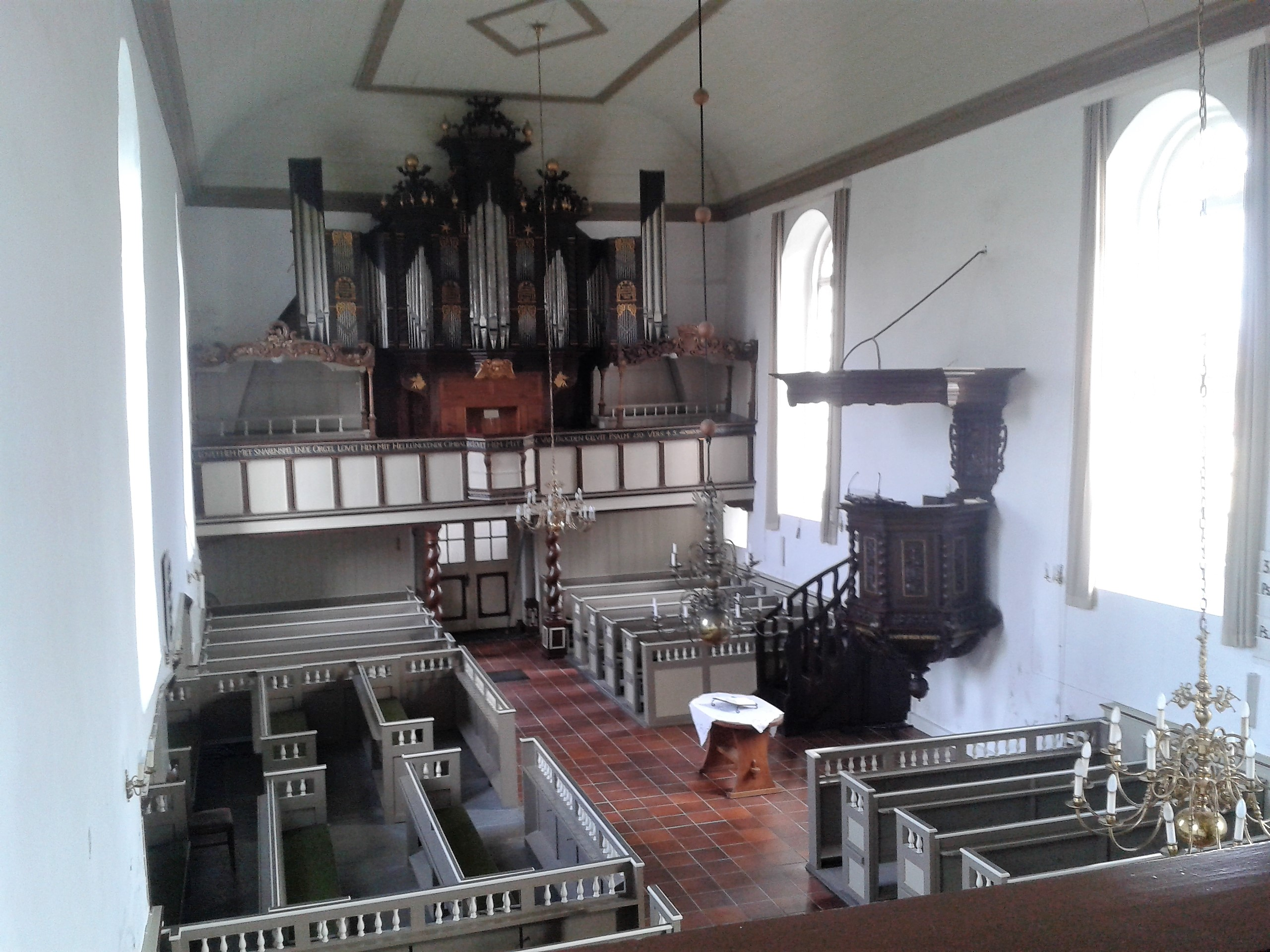
Blick zur Orgelempore

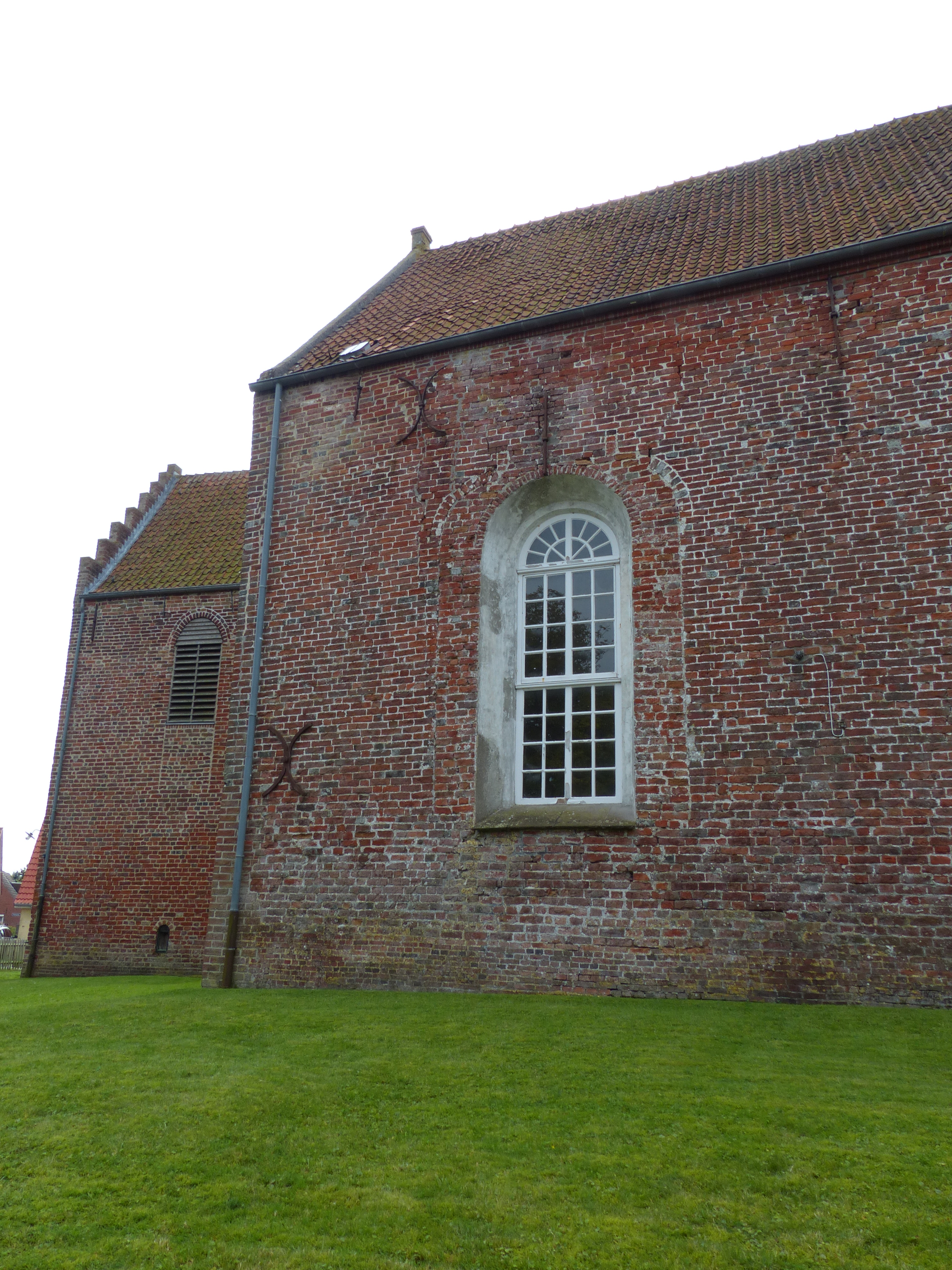
Nordansicht: Spuren zweier Spitzbogenfenster und Turm mit Parabelbogen

Die Altarplatte wurde nach der Reformation zu einer trapezförmigen Grabplatte umgearbeitet. Diese ist heute an der Ostwand aufgestellt.
Die Kanzel wurde im Jahre 1729 von einem Emder Sargtischler geschaffen.
Die Sandsteinuhr über dem Westeingang wurde im Jahre 2002 restauriert. Sie wurde vom ostfriesischen Grafen Edzard II. und seiner Frau Katharina Wasa gestiftet, deren Wappen an dem Zeitmesser dargestellt sind.
Die Orgelempore befindet sich auf den Balken des ehemaligen Lettners.

## Orgel

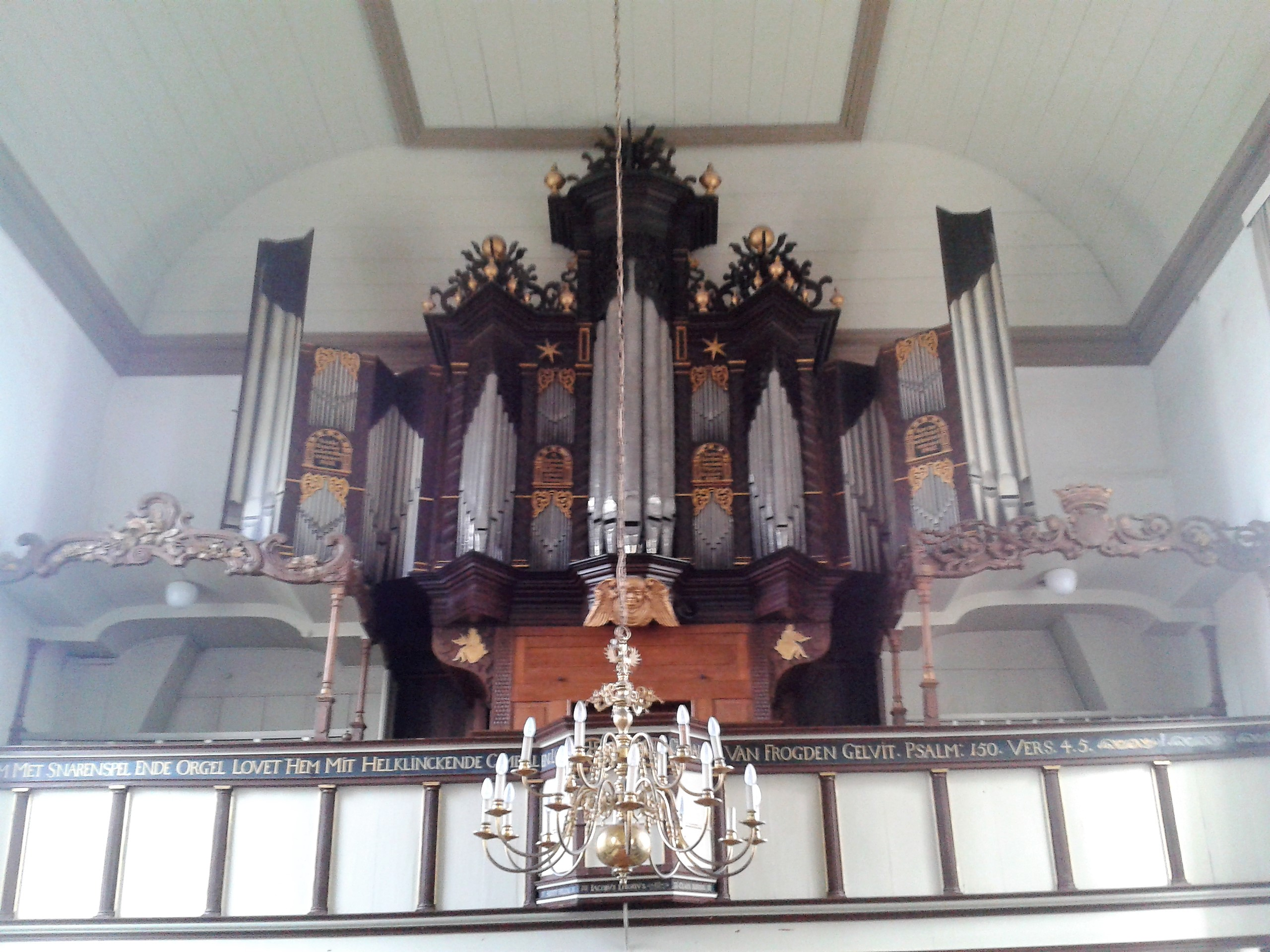
Orgelprospekt vor 1680

Die Orgel ist ein Werk eines unbekannten Meisters aus der Zeit vor 1680. Von diesem Instrument sind noch der Prospekt und die Flügeltüren mit den aufgemalten Orgelpfeifen erhalten, die das Werk größer erscheinen lassen. Die Gebr. Rohlfing tauschten 1884/85 das Innenwerk aus, das im Jahr 1966 ein weiteres Mal durch die niederländische Orgelbaufirma Johann Reil ersetzt wurde. Das Instrument hat acht Register auf einem Manual und angehängtem Pedal.
| Manual CD–f3 |              |     |
| 1.           | Ouintatön    | 16′ |
| 2.           | Praestant    | 8′  |
| 3.           | Gedackt      | 8′  |
| 4.           | Octave       | 4′  |
| 5.           | Rohrflöte    | 4′  |
| 6.           | Octave       | 2′  |
| 7.           | Mixtur IV–VI |     |
| 8.           | Trompete     | 8′  |
|              | Cimbelstern  |     |

| Pedal CD–f1 |           |
|             | angehängt |